# Maria Dolors Alibés i Riera
Maria Dolors Alibés i Riera   (Vidrà, 2 de gener de 1941 - Sant Pau de Segúries, 8 de novembre de 2009) fou una escriptora de llibres infantils en català, historiadora i mestra de professió.
Ha estat col·laboradora habitual de mitjans de comunicació com l'Avui, Cavall Fort, Tretzevents, Regió 7, El 9 Nou, Catalunya Ràdio, Ràdio Olot.
Va escriure una quarantena d'obres per al públic infantil i juvenil, entre novel·les i reculls de contes, alguns dels quals traduïts al basc, al castellà i al francès.
Germana del popular periodista esportiu Arcadi Alibés, estava lligada sentimentalment al dibuixant de còmic Juan López Fernández, «Jan», amb qui va escriure el llibre de divulgació Com es fa un còmic (1989).

## Obres destacades
- Buscant un nom, 1979
- Màquines d'empaquetar fum i altres enginys, 1980
- La Principal del Poble Moll any 2590, 1981[5]
- Contestadors automàtics, premi Cavall Fort de contes de les Festes Populars de Cultura Pompeu Fabra, 1983
- On podria pondre un ou?, 1984
- Això són rates comptades, 1986
- Un botó ploraner, 1987
- El planeta Mo, 1988
- Boira a les butxaques, 1989
- Superfantasmes en un supermercat, 1989
- El planeta de cristall, 1994
- Grill Cordill, 1996[6]

## Premis
Premis rebuts:
- Freya, 1981: El censor de rates
- Festes Pompeu Fabra de Cantonigròs-Cavall Fort de contes, 1983, per Contestadors automàtics
- Fundació d'Amics de les Arts i les Lletres de Sabadell, 1984, per On podria pondre un ou?
- Biblioteca Nacional de Múnic, 1983, Tasme el fantasma